# Episodi di Bull (seconda stagione)
La seconda stagione della serie televisiva Bull, è composta da 22 episodi, è stata trasmessa in prima visione negli Stati Uniti d'America dal canale CBS dal 26 settembre 2017 al 10 maggio 2018.
In Italia la stagione va in onda su Rai 2 dal 7 gennaio 2018. Il 7 e il 14 gennaio vengono trasmessi eccezionalmente due episodi, mentre il 3 febbraio si conclude la messa in onda della prima parte della stagione (episodi nº 1-10). I restanti episodi vengono trasmessi dal 10 novembre al 15 dicembre 2018.
| nº | Titolo originale            | Titolo italiano                     | Prima TV USA      | Prima TV Italia  |
| -- | --------------------------- | ----------------------------------- | ----------------- | ---------------- |
| 1  | School for Scandal          | La vedova nera                      | 26 settembre 2017 | 7 gennaio 2018   |
| 2  | Already Gone                | Per sua volontà                     | 3 ottobre 2017    | 7 gennaio 2018   |
| 3  | A Business of Favors        | Scambio di favori                   | 10 ottobre 2017   | 13 gennaio 2018  |
| 4  | The Illusion of Control     | L'illusione del controllo           | 17 ottobre 2017   | 14 gennaio 2018  |
| 5  | Play the Hand You're Dealt  | Gioca le tue carte                  | 24 ottobre 2017   | 14 gennaio 2018  |
| 6  | The Exception to the Rule   | L'eccezione alla regola             | 31 ottobre 2017   | 20 gennaio 2018  |
| 7  | No Good Deed                | Machiavellismo                      | 7 novembre 2017   | 21 gennaio 2018  |
| 8  | The Devil, The Detail       | Il diavolo si nasconde nei dettagli | 14 novembre 2017  | 27 gennaio 2018  |
| 9  | Thanksgiving                | Buon ringraziamento!                | 21 novembre 2017  | 28 gennaio 2018  |
| 10 | Home for the Holidays       | Spirito natalizio                   | 12 dicembre 2017  | 3 febbraio 2018  |
| 11 | Survival Instincts          | Istinto di sopravvivenza            | 2 gennaio 2018    | 10 novembre 2018 |
| 12 | Grey Areas                  | Zone grigie                         | 9 gennaio 2018    | 10 novembre 2018 |
| 13 | Kill Shot                   | Colpo mortale                       | 23 gennaio 2018   | 17 novembre 2018 |
| 14 | Keep Your Friends Close     | In nome dell'amicizia               | 6 febbraio 2018   | 17 novembre 2018 |
| 15 | Witness for the Prosecution | Lucida follia                       | 27 febbraio 2018  | 24 novembre 2018 |
| 16 | Absolution                  | Seconda occasione                   | 6 marzo 2018      | 24 novembre 2018 |
| 17 | Gag Order                   | Insabbiamento                       | 13 marzo 2018     | 1º dicembre 2018 |
| 18 | Bad Medicine                | Scienza e coscienza                 | 27 marzo 2018     | 1º dicembre 2018 |
| 19 | A Redemption                | Redenzione                          | 3 aprile 2018     | 8 dicembre 2018  |
| 20 | Justified                   | Amore malato                        | 17 aprile 2018    | 8 dicembre 2018  |
| 21 | Reckless                    | Sfiducia (prima parte)              | 1º maggio 2018    | 15 dicembre 2018 |
| 22 | Death Sentence              | Sfiducia (seconda parte)            | 10 maggio 2018    | 15 dicembre 2018 |

## La vedova nera
- Titolo originale: School for Scandal
- Diretto da: Vincent Misiano
- Scritto da: Glenn Gordon Caron

### Trama
Kara Clayton spara e uccide il marito miliardario Marcus dopo che si è rifiutato di rivedere i termini del loro accordo prematrimoniale. Kara è accusata di omicidio nonostante abbia ricevuto tre coltellate e abbia sostenuto che ha agito per autodifesa. Diana Lindsay rappresenta Kara e chiede l'aiuto di Bull, ma lui le dice che ha già accettato di rappresentare gli interessi di Marcus nel caso. Dopo aver correttamente supposto che le ferite di Kara siano state autoinflitte, Bull pensa di aver superato Diana nel trovare il giurato perfetto per servire come caposquadra. Ma in seguito scopre che Diana lo ha accettato perché era della sua città natale di Callisto, in Texas. Per evitare una giuria impiccata, Bull e la sua squadra devono ora trovare prove a prova di proiettile per conquistare il giurato di parte.

## Per sua volontà
- Titolo originale: Already Gone
- Diretto da: Peter Werner
- Scritto da: Veronica West e Sarah Kucserka

### Trama
Bull accetta impulsivamente che Benny rappresenti Adam Harris, un giovane accusato di omicidio per aver aiutato involontariamente la sua ragazza malata terminale a porre fine alla sua vita, e scopre che le azioni di Adam sono in conflitto con le credenze religiose di Benny.

## Scambio di favori
- Titolo originale: A Business of Favors
- Diretto da: Dan Lerner
- Scritto da: Pamela Wechsler

### Trama
Un giovane studente universitario si ubriaca e annega nel fiume Hudson durante una festa della confraternita. Bull vuole aiutare Rebecca Whelan, la madre della vittima, a scoprire cosa è realmente accaduto dopo che gli altri membri della confraternita hanno inventato una storia a cui si stanno attaccando. Lui e il team della TAC aiutano Richard Abernathy, capo distretto della polizia nella selezione della giuria e nella preparazione del caso. Tuttavia, la selezione della giuria sembra essere discutibile quando il giudice Hanlon pensa che il caso dovrebbe essere respinto per mancanza di prove. Nel frattempo, Bull si chiede perché Marissa non stia più trascorrendo ore in più in ufficio, e lei rivela di aver incontrato un uomo e che ora ha una vita al di fuori del lavoro.

## L'illusione del controllo
- Titolo originale: The Illusion of Control
- Diretto da: Peter Werner
- Scritto da: Sarah H. Haught

### Trama
Bull viene citato in giudizio dalla famosa attrice Amaya Andrews per i consigli che le ha dato in merito a un'adozione internazionale. Marissa viene citata in giudizio come testimone dell'accusa, e le cose si complicano quando l'avvocato di Bull, Ron Getman, vuole fare riferimento alla dolorosa infanzia di Marissa durante il controinterrogatorio, a causa delle obiezioni di Bull. Nel frattempo, Danny si reca in Etiopia per localizzare il figlio adottivo di Amaya e cercare di trovare un modo per aggirare le leggi sui diritti dei genitori di quel paese.

## Gioca le tue carte
- Titolo originale: Play the Hand You're Dealt
- Diretto da: Ed Ornelas
- Scritto da: Travis Donnelly

### Trama
Bull riceve una chiamata dal suo vecchio amico di college Mack, che è stato incarcerato nella riserva indiana di Nawakwa. Mack era stato buttato fuori da un casinò per ubriachezza molesta, e ora è accusato di aver ucciso il boss del box che è stato colpito solo poche ore dopo. Bull e il team della TAC hanno le mani legate dalle regole del tribunale tribale, che sono diverse da quelle di un tribunale civile, e devono superare il fatto che Mack è quasi universalmente disprezzato nella piccola comunità. Inoltre, Marissa invita Bull a cena in modo che possa incontrare il suo ragazzo, Kyle.

## L'eccezione alla regola
- Titolo originale: The Exception to the Rule
- Diretto da: Dan Lerner
- Scritto da: Michael Peterson

### Trama
Bull riceve una richiesta di aiuto da un avvocato di 24 anni, che si scopre essere il figlio della sua ex fidanzata del liceo, Allison. Allison ha sviluppato un cancro ai reni e anche altre persone nella sua città si sono ammalate a causa di una fabbrica di mobili locale che ha contaminato l'acqua. Piuttosto che accettare il misero accordo della società, che non coprirà nemmeno le spese mediche o il reindirizzamento delle tubazioni per i pozzi della città verso una fornitura di acqua pulita, Bull convince i querelanti ad andare in tribunale.

## Machiavellismo
- Titolo originale: No Good Deed
- Diretto da: Laura Belsey
- Scritto da: Pamela Wechsler

### Trama
Bull e il team della TAC cercano di aiutare la giovane insegnante Lacey Adams, che è stata incarcerata per aver cambiato le risposte in un test standardizzato. Mentre il distretto scolastico trova oltre 800 test alterati, Lacey insiste di aver cambiato solo una risposta su un test, al fine di aiutare uno studente in precedenza problematico che ha trasformato la sua vita per entrare in un college locale. A Lacey viene offerto un accordo che la indurrebbe a denunciare altri membri della facoltà e risulterebbe comunque nel suo passato un precedente penale, quindi accetta il consiglio di Bull di andare in tribunale. Nonostante l'aiuto della TAC, l'avvocato di Lacey perde il caso, costringendo Bull ad aiutare Lacey in un modo diverso. Nel frattempo, Marissa sorprende Kyle a esaminare alcune delle sue cose personali, comprese le informazioni finanziarie. Kyle si giustifica dicendo che si preoccupa per Marissa.

## Il diavolo si nasconde nei dettagli
- Titolo originale: The Devil, The Detail
- Diretto da: Alex Pillai
- Scritto da: H. Park

### Trama
L'ufficio della TAC riceve una consegna di cibo da Simon, un ex dipendente nonché ex fidanzato di Cable che ha lasciato sia TAC che Cable senza spiegazioni. Dopo che Cable lo affronta con rabbia, Simon si suicida ore dopo. Cable scopre che Simon stava partecipando a una sperimentazione contro la droga per un antidepressivo e lei chiede a Bull di aiutare i genitori di Simon con una causa civile. Il caso mette Bull contro Arti Cander, una collega esperta di scienze processuali che dimostra di essere un avversario più che degno.

## Buon ringraziamento!
- Titolo originale: Thanksgiving
- Diretto da: Leslie Libman
- Scritto da: Marissa Matteo

### Trama
Con l'avvicinarsi del Ringraziamento , Bull lascia la sua squadra per godersi la vacanza con le loro famiglie, solo per ritrovarsi a lavorare da solo quando accetta di aiutare un campione di pugilato che è stato processato per omicidio. Inoltre, Chunk prende un'importante decisione personale alla cena del Ringraziamento della sua famiglia, mentre la cena di Marissa con Kyle viene improvvisamente annullata quando viene rapinato. In seguito Marissa scopre che tutte le sue carte di credito sono state esaurite.

## Spirito natalizio
- Titolo originale: Home for the Holidays
- Diretto da: Michael Smith
- Scritto da: Veronica West e Sarah Kucserka

### Trama
Bull affronta un caso di società di telefoni cellulari concorrenti, che rappresentano la società che produce il più economico dei due telefoni che viene citato in giudizio per la tecnologia crossover. Egli addebita il triplo della tariffa standard della TAC con l'avvertenza che il caso deve essere chiuso prima di Natale, che è a soli cinque giorni di distanza. Al ritorno nel suo ufficio, Bull incontra una bambina di nove anni che vuole essere emancipata dai suoi genitori. Bull la allontana perché è troppo giovane, ma in seguito viene a sapere della sua situazione familiare e si convince ad aiutare la ragazza, a scapito della causa con la società dei telefoni. Nel frattempo, Marissa chiede con riluttanza l'aiuto di Cable e Danny per esaminare Kyle, scoprendo che è un truffatore di nome Robert Allen.

## Istinto di sopravvivenza
- Titolo originale: Survival Instincts
- Diretto da: Dennis Smith
- Scritto da: Pamela Wechsler

### Trama
Bull e il team della TAC aiutano a difendere Jemma Whitbeck in un caso di alto profilo dopo che Bull viene a sapere che la sua vecchia amica Thalia Macera è l'avvocato della ragazza. Diciotto mesi prima, la sedicenne Jemma è scappata con un uomo più anziano di nome Ryan che ha incontrato online, ed è ora accusata di aver aiutato Ryan nella recente rapina a mano armata di una gioielleria. Basandosi sul comportamento di Jemma, Bull è convinto che Ryan l'abbia trattenuta contro la sua volontà e che fosse stata costretta da Ryan quando ha rapinato il negozio.

## Zone grigie
- Titolo originale: Grey Areas
- Diretto da: Vincent Misiano
- Scritto da: Sarah H. Haught

### Trama
Il team della TAC aiuta Bull a difendere un suo ex collega, lo psicoterapeuta Donovan Benanti, che è accusato di negligenza quando uno dei suoi pazienti commette un duplice omicidio / suicidio. Bull affronta un dilemma morale e legale quando Benanti rivela ulteriori informazioni schiaccianti sulle sue sessioni con il paziente, poiché le conversazioni cadono sotto il segreto tra avvocato-cliente.

## Colpo mortale
- Titolo originale: Kill Shot
- Diretto da: Aaron Lipstadt
- Scritto da: Veronica West e Sarah Kucserka

### Trama
Bull e il team devono superare diversi ostacoli per difendere Rebecca Lexington nella morte del suo ricco marito, Jeremy, poiché la presunta rapina sembra essere stata inscenata: Jeremy aveva perso la maggior parte del capitale di famiglia, Rebecca è vista come una cacciatrice di dote dalla comunità di Greenwich e, cosa più evidente, Jeremy ha sottoscritto una polizza di assicurazione sulla vita da 25 milioni di dollari poco prima della sparatoria.

## In nome dell'amicizia
- Titolo originale: Keep Your Friends Close
- Diretto da: Ed Ornelas
- Scritto da: Travis Donnelly

### Trama
Un hacker di nome Malcolm viene arrestato dall'FBI per aver violato i computer del controllo del traffico aereo all'aeroporto LaGuardia. La fidanzata incinta di Malcolm, Sarah, si avvicina alla sua vecchia coinquilina del college Cable dopo aver appreso che la TAC sta aiutando l'accusa. Cable racconta a Bull dell'incontro e Bull le proibisce di parlare con Sarah. Sarah in seguito intercetta Cable, sostenendo che il suo ragazzo è innocente e supplicando Cable di guardare la firma digitale, che lo dimostrerà. Quando Cable lo fa, l'unità flash che ha ricevuto infetta i server FAA con un virus che cancella tutto, comprese le prove contro Malcolm. Quando Danny chiede un favore a un vecchio contatto dell'FBI, l'FBI arresta Cable, con l'intenzione di accusarla di un crimine federale di manomissione delle prove. Il caso viene respinto perché il governo non ha prove, e quindi nessun caso da istruire contro Malcolm. Bull, avendo scoperto il vero motivo dell'hacking, aiuta l'FBI a presentare nuove accuse contro Malcolm, in cambio dell'archiviazione da parte dell'FBI di Cable. Cable esce di prigione, ma Bull è costretto a licenziarla con riluttanza per aver infranto la legge.

## Lucida follia
- Titolo originale: Witness for the Prosecution
- Diretto da: Alex Pillai
- Scritto da: Marissa Matteo

### Trama
Una donna apparentemente pazza spara e uccide un agente di polizia mentre siede nella sua macchina di pattuglia, dopo che si è rifiutato di continuare ad aiutarla a proteggere la sua operazione di spaccio di droga. Il procuratore distrettuale contatta Bull e identifica la donna come Hazel Diaz, affermando che la donna è stata dichiarata mentalmente incapace di sostenere un processo sette volte fingendo la schizofrenia, trascorrendo ogni volta solo un breve periodo in una struttura di cura. Il procuratore distrettuale chiede a Bull di dimostrare che la donna è sana di mente e infine di farla condannare. Nel frattempo, mentre la TAC cerca con riluttanza un sostituto di Cable dopo che Bull si è dichiarato contrario all'assunzione di lei, Cable completa un colloquio molto positivo per un lavoro, fino a quando il rappresentante delle assunzioni non menziona che verrà effettuato un controllo dei precedenti.

## Seconda occasione
- Titolo originale: Absolution
- Diretto da: Aaron Lipstadt
- Scritto da: Pamela Wechsler

### Trama
Bull aiuta a scagionare Derrick Graham, che ha trascorso gli ultimi nove anni in prigione per aver ucciso una donna che ha incontrato in un bar mentre festeggiava una promozione con i suoi colleghi di lavoro. Il caso è personale, poiché Bull ha lavorato alla difesa di Graham all'epoca e ha sempre creduto che fosse innocente. Bull fa aiutare il team TAC, anche se sono pronti a sottolineare le aree in cui Cable sarebbe di grande aiuto. Nel frattempo, Chunk continua a cercare di convincere sua figlia a parlare con lui.

## Insabbiamento
- Titolo originale: Gag Order
- Diretto da: Nina Lopez-Corrado
- Scritto da: Sarah H. Haught

### Trama
La figlia di Chunk, Anna, arriva in città per visitare Chunk, per visitare la sua potenziale professoressa di giornalismo Chloe Talbott. Chloe non è in grado di fissare l'appuntamento, essendo stata appena arrestata per aver violato il quartier generale dell'app di appuntamenti Spark4U. Chloe cerca quindi l'aiuto di TAC in modo da poter esporre l'app per aver nascosto gli stupri da parte dei clienti Spark4U utilizzando profili falsi. Tuttavia, non può rivelare la sua fonte poiché è anonima, quindi la squadra è costretta a utilizzare il sostituto di Cable, Isaiah, per rintracciare i messaggi scambiati. Incapace di capirlo, Isaiah trova Cable e chiede il suo aiuto. È d'accordo a condizione che non lo dica a Bull. Bull deduce che Cable l'ha aiutata e, come gratitudine, offre il suo lavoro alla TAC, cosa che lei accetta.

## Scienza e coscienza
- Titolo originale: Bad Medicine
- Diretto da: Bethany Rooney
- Scritto da: Erica Peterson

### Trama
Un medico della Virginia viene sorpreso con una grande quantità di olio di CBD, un estratto di cannabis usato per trattare la nausea e il dolore causati da alcune malattie. Sebbene l'abbia acquistata legalmente a New York, è illegale nel suo stato d'origine. La madre del dottore chiede a Benny il suo aiuto. Benny e Bull vanno a incontrare il procuratore distrettuale, ma sono sorpresi di scoprire che il caso è stato preso in carico da un procuratore federale. La difesa viene a sapere che il medico ha inizialmente ottenuto l'olio per suo figlio, che ha la leucemia. Dopo aver visto quanto lo abbia aiutato in modo significativo, il medico lo ha reso disponibile per alcuni dei suoi altri pazienti sofferenti. Mentre Bull e il suo team si preparano per questo nuovo sviluppo, il pubblico ministero fa trapelare informazioni ai servizi di protezione dell'infanzia che portano il figlio a essere ricoverato con la forza. Il nuovo medico del figlio conclude che il CBD era il miglior trattamento disponibile e Bull lo convince a testimoniare in tribunale. Bull ha quindi chiesto a Benny di elaborare un argomento di chiusura unico basato sui concetti di opinioni personali, leggi statali in conflitto e su come l'opinione di ogni giurato è importante.
Guest Star : Dana Delany

## Redenzione
- Titolo originale: A Redemption
- Diretto da: Alrick Riley
- Scritto da: H. Park

### Trama
Le autorità arrestano George Brown 18 anni dopo una rapina in cui lui era l'autista, mentre suo fratello maggiore rapinava un negozio per incassare assegni e uccideva l'impiegato. Brown ora vive come Jim Grayson, è sposato con tre figli ed è proprietario di un ristorante. Bull e la squadra devono convincere la giuria che non solo Brown sta vivendo una vita esemplare, ma anche che non era a conoscenza delle intenzioni di suo fratello quella fatidica notte. Un indizio scoperto da Danny aiuta a salvare il caso rivelando che il crimine era un lavoro interno e la morte dell'impiegato è stata accidentale.

## Amore malato
- Titolo originale: Justified
- Diretto da: Dennis Smith
- Scritto da: Chamblee Smith

### Trama
Kate Martin, una moglie maltrattata, spara alla schiena del marito, professore di inglese, mentre dorme. Un vecchio amico di Bull, che lavora in una clinica per donne maltrattate, lo convince ad aiutarlo nel caso, il che non è difficile dato che anche la defunta sorella di Bull è stata vittima di abusi. Bull opta per una difesa tutto o niente, omicidio o assoluzione, senza che vengano prese in considerazione accuse minori. Bull è convinto che, sebbene suo marito stesse dormendo nel momento in cui lo ha ucciso, Kate ha sentito la sua vita e quella del suo bambino non ancora nato minacciate quotidianamente. Questo diventa difficile da provare, dato che Kate ha raccontato raramente a qualcuno degli abusi ed è ricorsa soltanto una volta alle cure del pronto soccorso, dove ha fatto il check-in sotto falso nome. Danny e Cable riescono finalmente a trovare un'assistente con la quale il marito ha tradito la moglie. La giovane donna non ha subito abusi, ma le capitò di ascoltare da un'altra stanza mentre il marito litigava con Kate e la minacciava. Nel frattempo, Chunk affronta uno dei suoi professori di giurisprudenza che gli ha messo un brutto voto a causa dei suoi pregiudizi verso la TAC.

## Sfiducia (prima parte)
- Titolo originale: Reckless
- Diretto da: Vincent Misiano
- Scritto da: Veronica West, Sarah Kucserka e Glenn Gordon Caron

### Trama
Dopo aver ricevuto la notizia che la sua ex moglie Izzy (la sorella di Benny) si sta risposando, Bull inizia a bere pesantemente e viene arrestato per disturbo alla quiete pubblica. Mentre è in prigione in attesa della cauzione, Bull incontra un uomo muto che è gentile con lui. Bull apprende poi dopo essere stato rilasciato che l'uomo è Elliott Miles, il principale sospettato in un caso di stupro, omicidio e incendio doloso. Bull prende il caso rischioso di Miles e inizia a infastidire la sua squadra con la sua visione a tunnel. Ignora il consiglio di Marissa su un giurato e in seguito prende decisioni di processo senza consultare Benny. Benny è in grado di confutare la testimonianza di un testimone oculare, ma l'accusa porta poi la pseudo-fidanzata di Elliott per testimoniare che è tornato a casa più tardi di quanto aveva inizialmente detto alla polizia. Sebbene sia scopra che l'accusa ha fatto un patto con la ragazza, il giudice si rifiuta di chiedere l'annullamento del processo. Miles viene riconosciuto colpevole.

## Sfiducia (seconda parte)
- Titolo originale: Death Sentence
- Diretto da: Glenn Gordon Caron
- Scritto da: Veronica Wes, Sarah Kucserka e Glenn Gordon Caron

### Trama
Bull viene svegliato da Marissa sul divano del suo ufficio dopo una notte di bevute, in cui ha sognato che Izzy lo riprendeva con sé. Marissa visita un terapista per parlare della sua possibile relazione di co-dipendenza con Bull. Dopo essere stato riconosciuto colpevole, Elliott Miles rischia una possibile condanna a morte. Sorgono nuove prove che indicano che il crimine è stato commesso da un serial killer. Chunk chiede a malincuore al professore di legge che lo ha bocciato di testimoniare che Miles non si adatta al profilo dell'assassino. Dopo che Danny e Cable hanno ristretto l'elenco delle persone sospettate di essere il serial killer, Bull visita la moglie del primo sospettato, supponendo che lei sappia già le cose che ha fatto suo marito. Il giorno successivo in tribunale, un agente dell'FBI parla procuratore e il pubblico ministero chiede al giudice che tutte le accuse contro Miles vengano ritirate. Bull sollevato ma esausto esce e si sdraia sui gradini del tribunale, compone il 9-1-1 e dice che pensa di avere un infarto.